# Mocka, Jemen

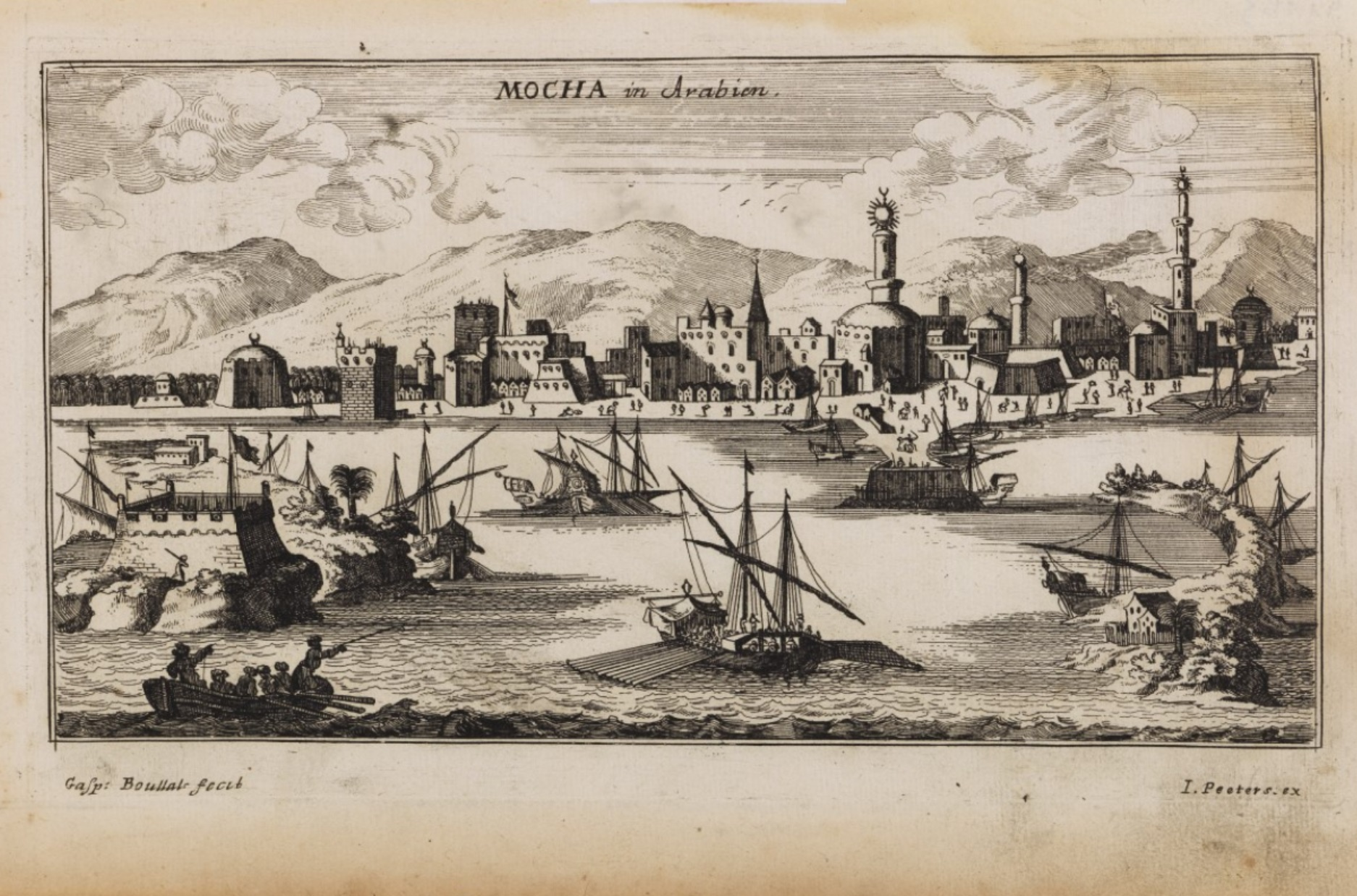
Mocka 1692

Mocka är en kuststad vid Röda havet i Jemen. Staden har givit namn åt mockakaffe som förr exporterades härifrån. Mockakaffe betecknas som särskilt starkt kaffe serverat i små koppar, så kallade mockakoppar. I staden upprättade britterna år 1618 ett handelscentrum.

## Kaffets stad
Från Etiopien spreds odlingen av kaffeträden till Mellanöstern och därmed Jemen och dess städer. Det var i Mocka som man började rosta, mala och koka kaffebönorna. Tack vare denna stad blev kaffet populärt runt om i Mellanöstern och Turkiet. Mocka var från 1400-talet till 1600-talet en stor marknadsplats för kaffe. Även efter att nya källor för kaffebönor kom värderades de från Mocka högt på grund av den chokladliknande smaken. Marco Polo förde kaffebönan till Europa efter att ha fått den från en försäljare i Jemen.